# سن-فرانسوا-دو-لاک، کبک
سن-فرانسوا-دو-لاک (به فرانسوی: Saint-François-du-Lac) شهری در منطقه شهری نیکوله-یاماسکا ناحیه سانتر-دو-کبک در استان کبک کانادا است. در سرشماری سال ۲۰۱۱ این شهر ۱٬۹۴۵ نفر جمعیت داشته‌است و مساحت آن ۶۳٫۱۱ کیلومتر مربع است.